# Fabian Giger

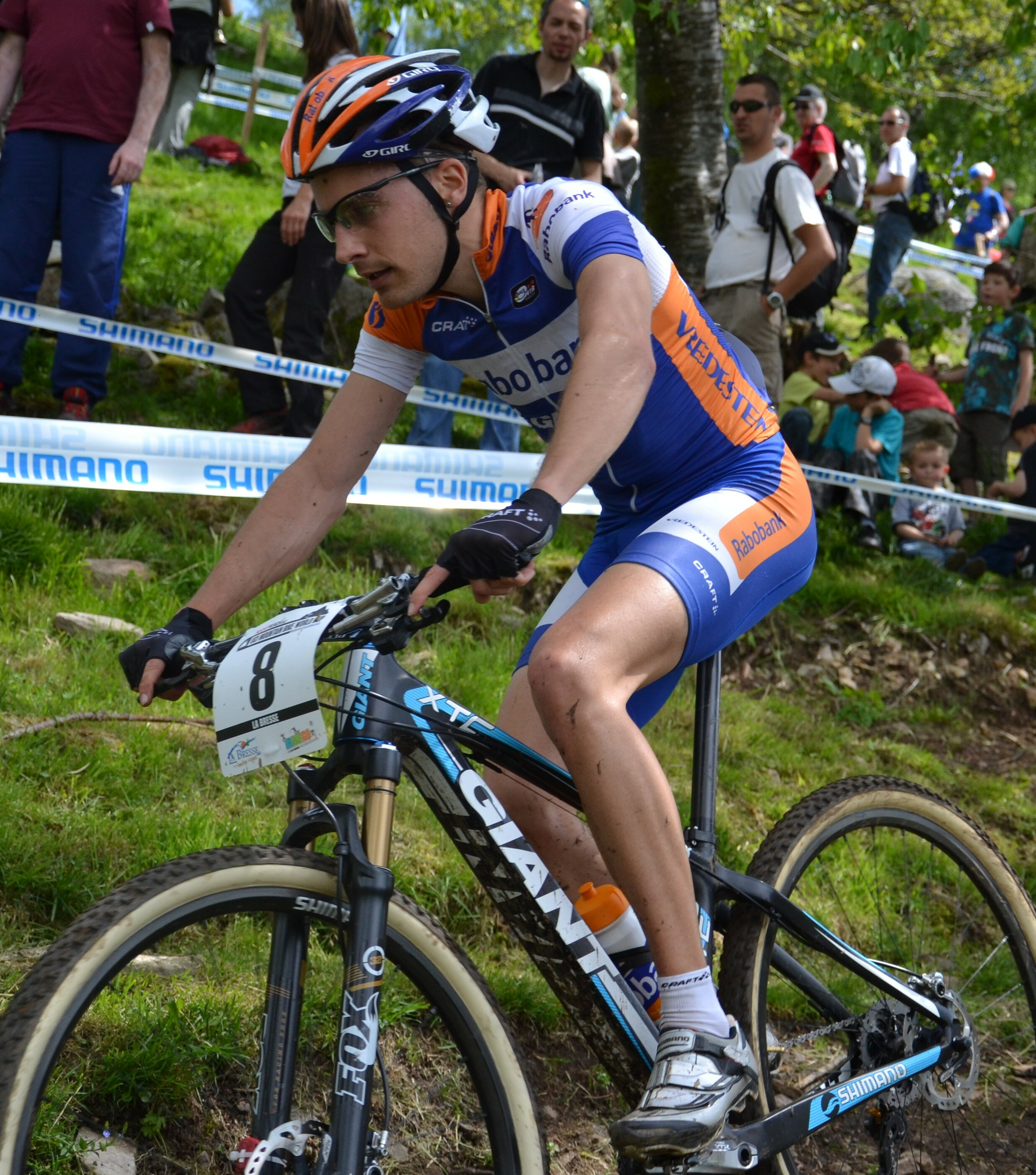
Fabian Giger (2012)

Fabian Giger (* 18. Juli 1987 in Rieden) ist ein Schweizer Mountainbiker.

## Werdegang
Er ist Mitglied des VC Eschenbach 1899 und fuhr 2008 und 2009 für das deutsche SKS - M.I.G. Team. Für die Saison 2010 unterschrieb Fabian Giger beim neu gegründeten Rabobank-MTB-Team einen Profivertrag.
Giger ist amtierender Schweizer und Europameister in der Kategorie U23 Cross Country Mountainbiking.
Zusammen mit Nino Schurter, Jolanda Neff (beide Mountainbike), Nicola Spirig (Triathlon) und Giulia Steingruber (Kunstturnen) nahm er im Juni an den Europaspielen 2015 in Baku teil und wurde Dritter im Cross Country.

## Sportliche Erfolge

### Mountainbike
| Datum/Jahr    | Rang | Wettbewerb        | Austragungsort | Zeit | Bemerkung                                        |
| ------------- | ---- | ----------------- | -------------- | ---- | ------------------------------------------------ |
| 13. Juni 2015 | 3    | Europaspiele 2015 | Baku           |      | Dritter hinter Nino Schurter und Lukas Flückiger |

MTB-Europameisterschaften:
- 2. Rang: 2014

MTB-Europameisterschaften (U23):
- 1. Rang: 2009 Resultate (PDF; 58 kB)
- 4. Rang: 2008

MTB-Schweizermeisterschaften (U23):
- 1. Rang: 2009 Resultate
- 3. Rang: 2007 Resultate

### Strasse
2017
- eine Etappe Istrian Spring Trophy

## Teams
- 2008–2009: SKS - M.I.G. Team
- 2010–2012: Rabobank-MTB-Team
- 2013–2014: Giant Xc Pro Team
- 2015: Colnago Südtirol Team
- 2016: Kross Racing Team